# Pedioplanis namaquensis
Pedioplanis namaquensis är en ödleart som beskrevs av  Duméril och BIBRON 1839. Pedioplanis namaquensis ingår i släktet Pedioplanis och familjen lacertider. Inga underarter finns listade i Catalogue of Life.